# Polumaraton
Polumaraton je trkačka atletska disciplina koja se izvodi na polovici dužine maratona, tj. 21,0975 km. Nije u programu međunarodnih natjecanja kao što su Olimpijske igre ili Svjetsko prvenstvo u atletici, ali Međunarodni atletski savez od 1992. priređuje Svjetsko prvenstvo u polumaratonu.
Diljem svijeta organiziraju se poznata natjecanja u polumaratonu (Newyorški polumaraton, Gothenburški maraton,...), a u Hrvatskoj se organiziraju utrke u mnogim gradovima (Rijeka 2002., Rovinj 2005., Varaždin 1995., u Zagrebu nekoliko polumaratona se organizira, Dubrovnik 2015., Fužine 2008., Dugo Selo 2002., Osijek 2005., Jastrebarsko 1999., Sinj 1998., Split 2001., Velika Gorica 1993., ...) kao i Prvenstvo Hrvatske u polumaratonu u organizaciji Hrvatskog atletskog saveza.

## Vanjske poveznice
- Svjetsko prvenstvo u polumaratonu  Arhivirana inačica izvorne stranice od 19. ožujka 2021. (Wayback Machine)